# Popillia camiadei
Popillia camiadei är en skalbaggsart som beskrevs av Limbourg 2004. Popillia camiadei ingår i släktet Popillia och familjen Rutelidae. Inga underarter finns listade i Catalogue of Life.